# 上金塔尼利亚
上金塔尼利亚（西班牙語：Quintanilla de Arriba），是西班牙卡斯蒂利亚-莱昂巴利亚多利德省的一个市镇。总面积28平方公里，2001年普查人口總數為200人，人口密度為每平方公里7人。